# Chiesa dell'Assunzione della Beata Vergine Maria (Ostiglia)
La chiesa dell'Assunzione della Beata Vergine Maria è la parrocchiale di Ostiglia, in provincia e diocesi di Mantova; fa parte del vicariato foraneo Madonna della Comuna.

## Storia
La parrocchia di Ostiglia fu eretta nel 1437. La primitiva parrocchiale di Ostiglia della quale abbiamo notizie era la cinquecentesca chiesetta di Santa Maria in Castello, originariamente compresa nella diocesi di Verona e passata a quella di Mantova nel 1787. L'attuale parrocchiale venne costruita tra il 1890 ed il 1896 su progetto di Pietro Saccardo. La vecchia chiesetta fu quindi sconsacrata; in seguito venne riutilizzata come officina e ridotta in macerie dai bombardamenti del 1945. La prima pietra del campanile fu posta il 19 marzo 1927; la costruzione terminò il 14 settembre di quello stesso anno. L'edificio subì alcuni danni durante il terremoto dell'Emilia del 2012 e venne, pertanto, ristrutturato tra il 2013 ed il 2014.